# 生玉前町
生玉前町（いくたままえまち）は、大阪府大阪市天王寺区にある町名。丁番を持たない単独町名である。

## 地理
天王寺区の北西部に位置し、東に上汐、北西に生玉町、南西に生玉寺町、南に六万体町、北に中央区谷町と接している。

## 歴史
現在の町域は谷町筋以東のみだが、もとの町域は谷町筋以西も含んでおり、江戸時代に形成された寺町の生玉中寺町（12ヶ寺）を含んでいた。生玉中寺町（12ヶ寺）は1873年（明治6年）に東成郡天王寺村へ編入された。
- 1889年（明治22年）4月1日 町村制施行により、東成郡天王寺村大字天王寺となる。
- 1897年（明治30年）4月1日 大阪市へ編入され、南区天王寺大字天王寺となる。
- 1900年（明治33年） 南区天王寺生玉前町の町名を起立。
- 1925年（大正14年）4月1日 新設の天王寺区へ転属。「天王寺」の冠称を廃して生玉前町に改称。

その後の境界変更により、生玉前町に含まれていた生玉中寺町（12ヶ寺）が生玉町と生玉寺町に含まれるようになった。

## 世帯数と人口
2019年（平成31年）3月31日現在の世帯数と人口は以下の通りである。
| 町丁     | 世帯数  | 人口  |
| -------- | ------- | ----- |
| 生玉前町 | 523世帯 | 809人 |

### 人口の変遷
国勢調査による人口の推移。
| 1995年（平成7年）  | 708人 | [ 5 ] |  |
| 2000年（平成12年） | 695人 | [ 6 ] |  |
| 2005年（平成17年） | 612人 | [ 7 ] |  |
| 2010年（平成22年） | 866人 | [ 8 ] |  |
| 2015年（平成27年） | 889人 | [ 9 ] |  |

### 世帯数の変遷
国勢調査による世帯数の推移。
| 1995年（平成7年）  | 358世帯 | [ 5 ] |  |
| 2000年（平成12年） | 352世帯 | [ 6 ] |  |
| 2005年（平成17年） | 303世帯 | [ 7 ] |  |
| 2010年（平成22年） | 475世帯 | [ 8 ] |  |
| 2015年（平成27年） | 487世帯 | [ 9 ] |  |

## 事業所
2016年（平成28年）現在の経済センサス調査による事業所数と従業員数は以下の通りである。
| 町丁     | 事業所数  | 従業員数 |
| -------- | --------- | -------- |
| 生玉前町 | 169事業所 | 1,232人  |

## 交通

### 鉄道
- 大阪市高速電気軌道 (Osaka Metro)
  - 谷町線・千日前線 谷町九丁目駅

### 道路
- 大阪府道30号大阪和泉泉南線（谷町筋）
- 大阪府道702号大阪枚岡奈良線（千日前通）

## 施設
- 大阪府盲人福祉センター
- 大阪シティ信用金庫 谷町支店

## その他

### 日本郵便
- 〒543-0072[3]（集配局：天王寺郵便局[11]）